# Alexandre-Adolphe Martin-Delestre
Alexandre-Adolphe Martin-Delestre, né le 21 décembre 1823 à Paris où il est mort le 4 mai 1858, est un peintre français.

## Biographie
Alexandre-Adolphe Martin est le fils de Claude Martin, dit Delestre, et de Marie Rose Alexandre, dite Lepine, marchands de nouveautés.
Élève d'Eugène Delacroix puis de Charles-Antoine Cambon, il expose au Salon de 1846 à 1857.
En 1848, il épouse Constance Sophie Poulain.
Il meurt à Paris, à l'âge de 34 ans. Il est inhumé le 5 mai 1858 au cimetière de Montmartre.